# Podolí (Brno-vidéki járás)
Podolí település Csehországban, a Brno-vidéki járásban. Podolí Mokrá-Horákov, Šlapanice, Brno és Velatice településekkel határos. Lakosainak száma 1439 fő (2024. január 1.).

## Népesség
A település lakosságának változását az alábbi diagram mutatja:
| Lakosok száma | 793  | 1008 | 1226 | 1323 | 1148 | 1010 | 1431 | 1442 | 1451 | 1439 |
|               | 1869 | 1890 | 1921 | 1950 | 1980 | 2001 | 2017 | 2019 | 2022 | 2024 |